# Похорон Леха і Марії Качинських

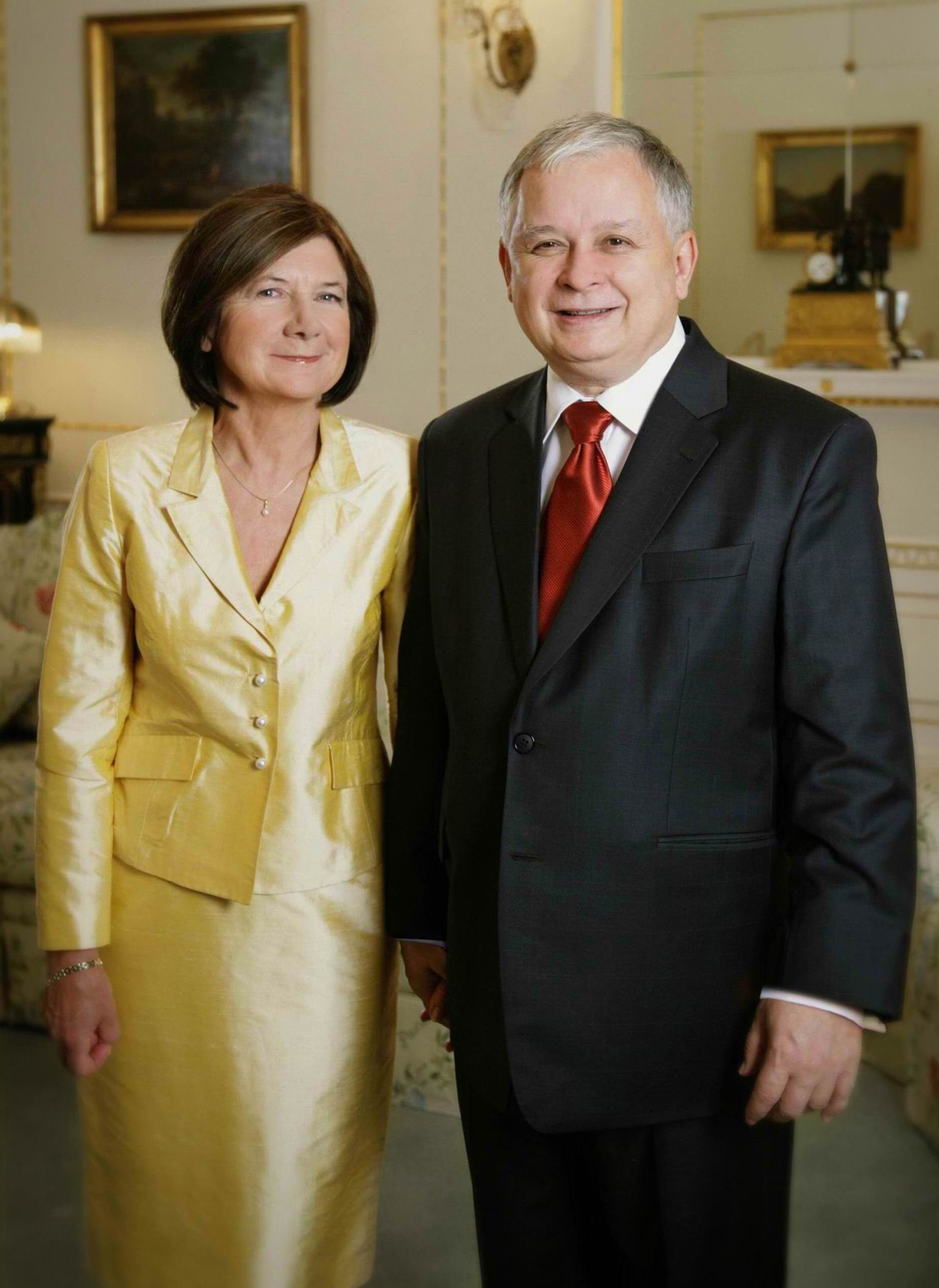
Марія та Лех Качинські

Поховання президента Польщі Леха Качинського разом з його дружиною Марією Качинською відбулося 18 квітня 2010 року в Кафедральному соборі святих Станіслава і Вацлава на Вавелі в місті Кракові. З моменту авіакатрастрофи під Смоленськом 10 квітня і до дня поховання в державі було оголошено тижневу жалобу за загиблими.

## Обставини смерті

Маршрут польоту

10 квітня 2010 року о 09:54 за Київським часом літак Ту-154М, на борту якого був президент Польщі Лех Качинський разом зі своєю дружиною та велика кількість інших державних діячів, здійснював рейс з Варшави до Смоленська. Під час заходу на посадку в складних метеорологічних умовах (густий туман) за нез'ясованих обставин опустився на критично малу висоту (нижче рівня злітно-посадкової смуги), зачепив лівим крилом березу на висоті 4 метри від рівня землі і розбився на відстані 350—500 м від початку посадкової смуги аеродрому Смоленськ-Північний, лівіше на 150 метрів.
Безпосередні причини трагедії невідомі. Розглядаються всі версії: збій навігаційного обладнання, помилки екіпажу, несприятливі погодні умови, технічні несправності літака, а також їх комбінації. Авіадиспетчери Білорусі попереджали про несприятливі умови для посадки у Смоленську і пропонували приземлитися у Мінську, але екіпаж все-таки вирішив сідати у Північному. Всього загинуло 96 осіб. Не вижив ніхто.

## Національна жалоба

### Початок жалоби

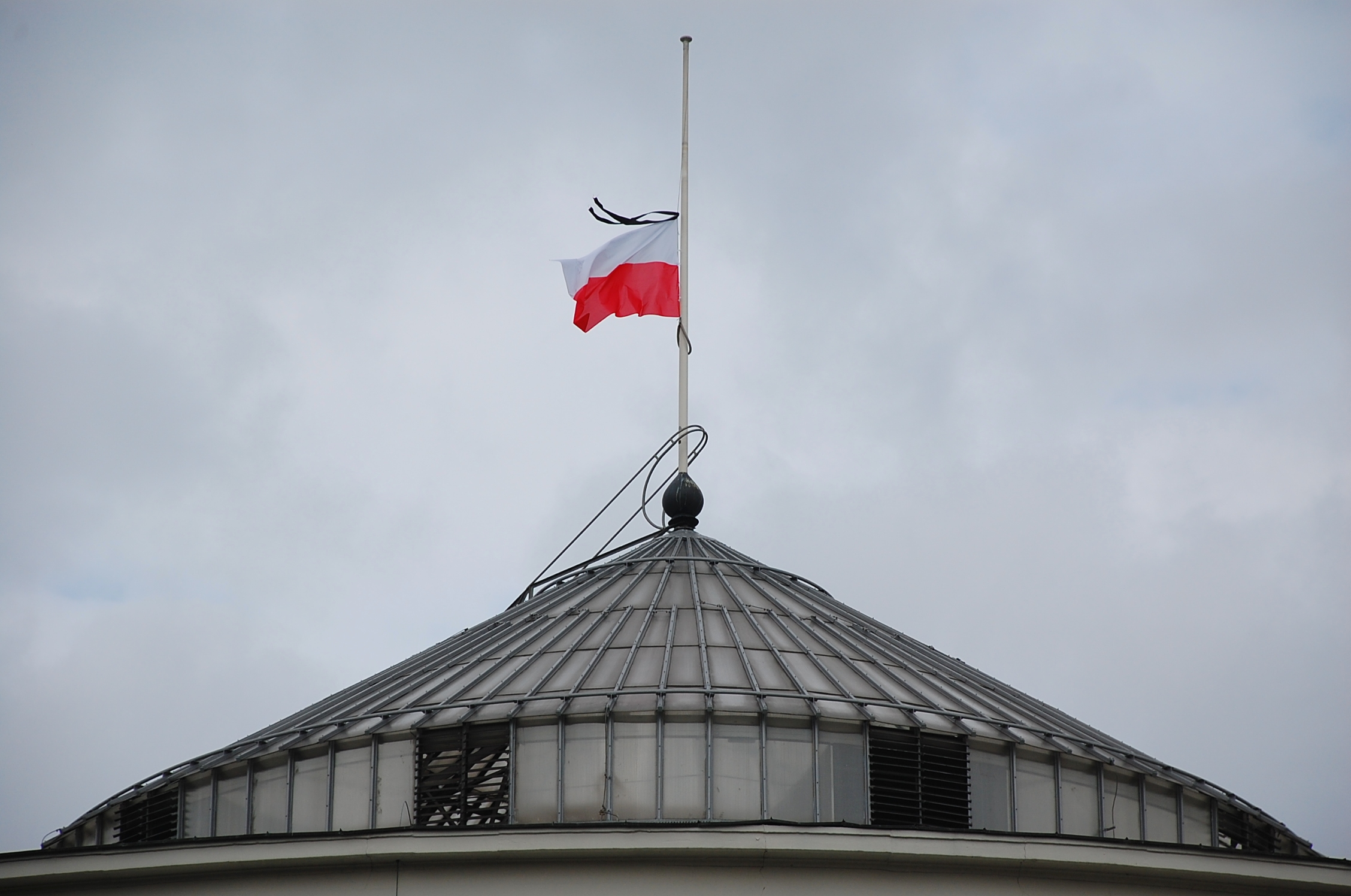
Приспущений державний прапор із чорною стрічкою на Сеймі 10 квітня 2010 року

10 квітня, в другій половині дня Рада міністрів Польщі провела спеціальну нараду, на якій була прийнята резолюція про пам'ять жертв авіакатастрофи під Смоленськом. Ця резолюція вводила дві хвилинни мовчання на всій території держави наступного дня в 12 годині, а також в день поховання президента перед її початком. Але постановою від 16 квітня вищевказана резолюція була змінена і тепер 2 хвилини мовчання мали відбутись 17 квітня у полудень.
Крім того були скасовані на період трауру всі розважальні заходи, в тому числі футбольні матчі.
13 квітня Сейм і Сенат на спеціальному спільному засіданні віддали данину поваги жертвам авіакатастрофи в Смоленську, в результаті якого загинули 15 членів сейму і три сенатори від усіх політичних партій. У церемонії взяли участь колишні президенти і прем'єр-міністри Третьої Республіки, парламентські делегації інших країн, представники дипломатичного корпусу та представники сімей загиблих. Члени і сенатори прийняли спеціальну постанову про вшанування пам'яті Президента і членів його делегації.

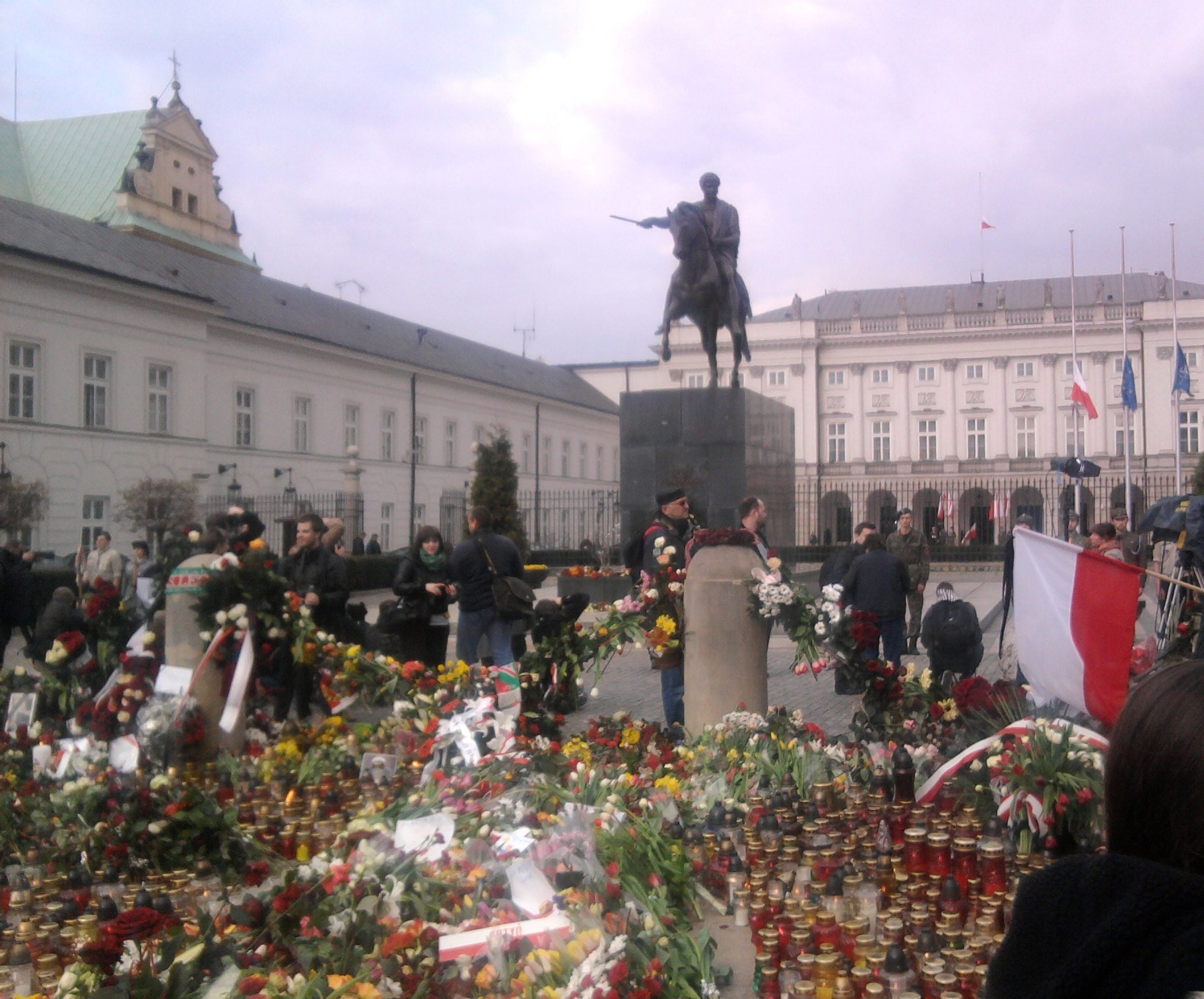
Квіти і свічки від простих жителів біля президентського палацу 10 квітня 2010 року

Жителі Польщі з ранку 10 квітня почали жалобу по загиблому президенту по всій країні. Площа біля Президенського Палацу у Варшаві була заповнена свічками, квітами та фотографіями загиблих.
Польські громадяни вивішували на своїх будинках національні прапори із траурною стрічкою. Крім того, деякі водії прив'язували до своїх автомобілів через жалобу чорну стрічку або прапор.

### Прибуття тіл президентської пари до Варшави

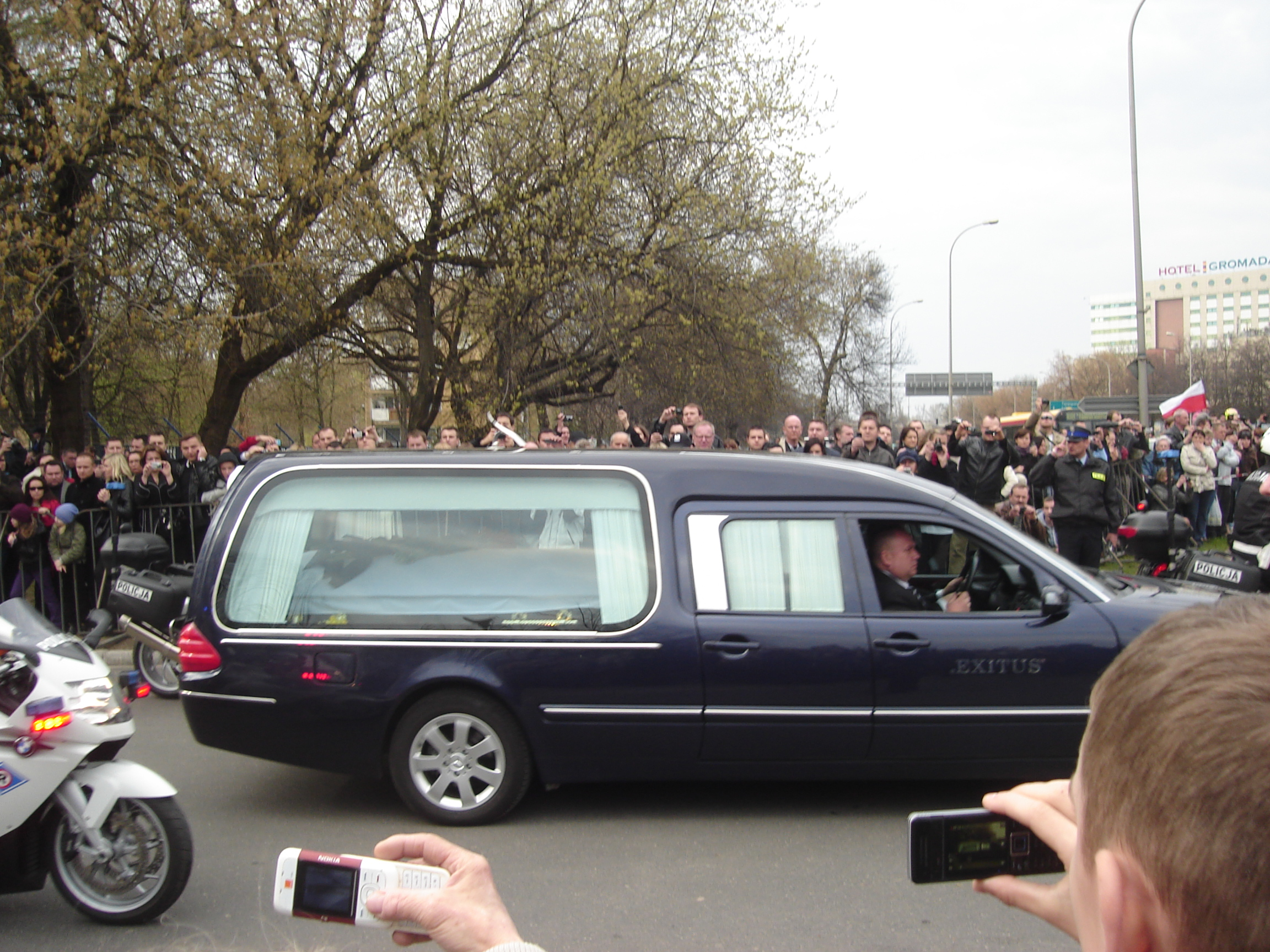
Катафалк з тілом Леха Качинського на вулицях Варшави 11 квітня 2010

11 квітня літак з тілом загиблого президента приземлився у Варшаві. В аеропорту літак зустрічали брат-близнюк та екс-прем'єр Ярослав Качинський, діючий прем'єр-міністр Дональд Туск, всі члени уряду Польщі, в.о. президента, спікер Сейму Броніслав Коморовський, спікер Сенату Польщі Богдан Борусевич, голова Європарламенту Єжи Бузек, депутати Сейму і сенатори. Після короткої жалобної церемонії кортеж з тілом Леха Качинського проїхав головними вулицями Варшави до президентського палацу. За даними місцевих журналастів на вулицях столиці було близько 700—800 тисяч чоловік
Тіло Марії Качинської було опізнано 12 квітня в Центральному бюро судово-медичної експертизи в Москві за обручкою, на якій було вигравійовано ім'я чоловіка. Того ж дня зробив це підтвердив і брат Марії Качинської.
Вранці 13 квітня труну з тілом дружини відправили літаком до аеропорту Варшави, де провели жалобну церемонію, після якої процесія з тілом проїхала вулицями Варшави тим же маршрутом, що і 11 квітня, до президентського палацу.
Після богослужіння в каплиці палацу у присутності лише найближчих родичів, труни з тілами були виставлені в Колонній залі палацу, де усі жителі могли попрощатися з ними. За оцінками канцелярії президента за 13—17 квітня туди прийшло більше 180 тисяч чоловік. осіб.

### Траурна церемонія
Головна церемонія по загиблих в Смоленську відбулася 17 квітня о 12:00 на площі Пілсудського у Варшаві. На початку церемонії актор Ольгерд Лукашевич прочитав фрагмент «Апокаліпсису» Івана Богослова.
Після того імена всіх, хто загинув у катастрофі, прочитав актор Артур Змієвський; у цей час на площі Пілсудського були фотографії всіх загиблих. Свою промову сказали також Броніслав Коморовський, Мацей Лопінський і Дональд Туск. О 13 годині почалася урочиста жалоба за жертвами служінням польського єпископату. Польська поліція вважає, що в церемонії на площі взяли участь близько 100 000 людей.
О 17 годині труни з тілами президентської пари перенесли з президентського палацу до собору Івана Хрестителя. А через годину там почалася Свята Меса. Церемонія проходила під головуванням митрополита архієпископа Казімежа Нича, а з проповідями виступив архієпископ Генрик Мушинський. Після служби над труною була проведена всенічна. 18 квітня 2010 о 7:00 труни з тілами Президента і його дружини були доставлені до військового аеропорту Варшави. І після церемонії прощання переправлені повітрям в аеропорт у Кракові.

## Поховання

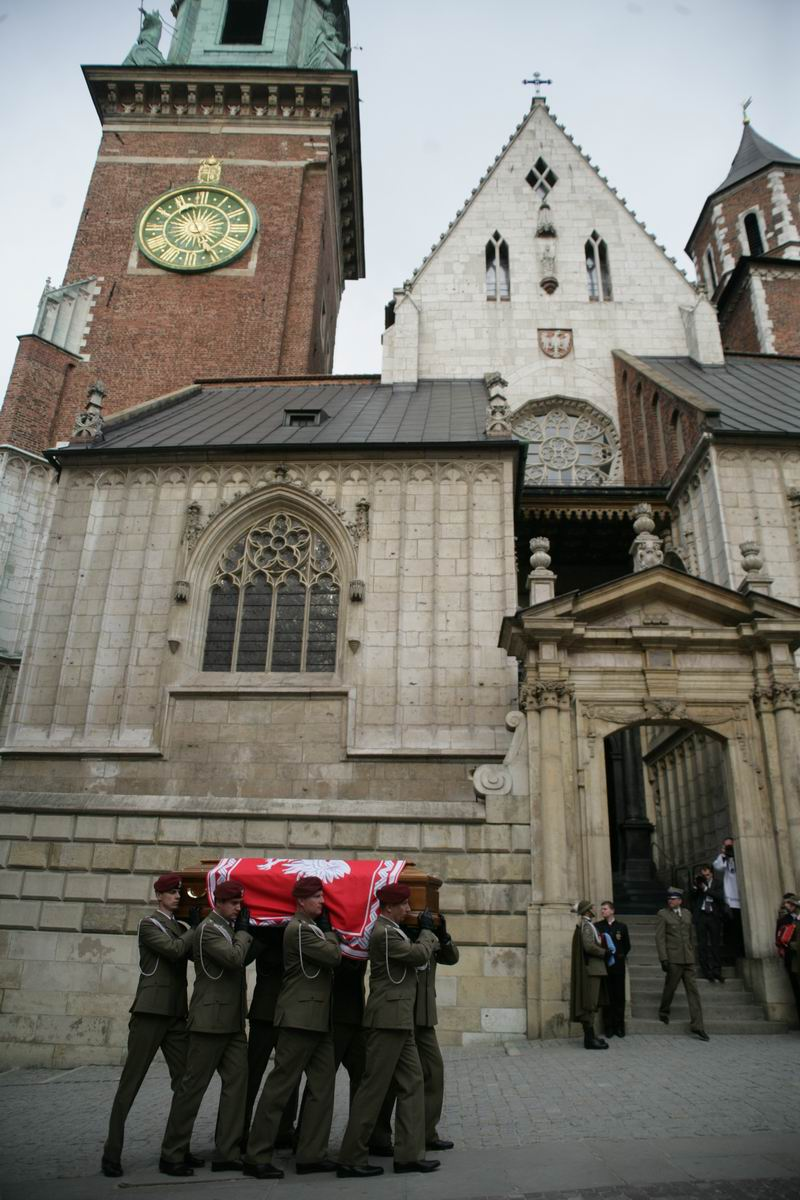
Занесення труни до Вавельської катедри

Після прибуття до Кракова процесія проїхала вулицями Костюшка, Звіринецькою, Францисканською і Ринковою площею. О 14 годині в базиліці Святої Марії розпочалася панихида за участю сімей, іноземних делегацій та вищої державної влади (всього понад 700 запрошених гостей). Головував процесом кардинал Станіслав Дзівіш у присутності понад 150 тисяч чоловік. Церемонію похорону показало телебачення. Спеціально для цього встановили великі екрани, а також відбувалися трансляції на польських та іноземних телевізійних станціях. На території України поховання показував Перший національний: телевізійна трансляція мала рейтинг 2,51 %, частку 12,17 % за аудиторією 18+.
Жалобні промови виголосили спікер Сейму Броніслав Коморовський, президент профспілки «Солідарність» Януш Снядек, польський архієпископ Генрик Мушинський. Похорони проводилися двома обрядами: латинський проводив архієпископ Римо-католицької варшавської митрополії Казімеж Нич, православний — архієпископ Лодзько-Познанський Шимон Романчук. Після молебню відбувся концерт «Метаморфоз» Ріхарда Штрауса у виконанні Берлінського філармонічного оркестру.
Після цього труни Леха Качинського і дружини розмістили на лафетах гармати. Натовп на ринку почав стихійно співати національний гімн. Траурний кортеж відправився до Вавеля. Процесія складалася з кількох сотень осіб. На початку процесії йшли єпископи, військовий оркестр, Почесна варта польської армії, катафалки і кардинали Дзівіш, Конрад Краєвський і архієпископ Юзеф Ковальчик. За труною йшли близькі родичі, вищі сановники держави, ректори краківських університетів та запрошені гості.
Коли процесія досягла підніжжя Вавелської катедри почав бити «дзвін Сигізмунда» без перерви 30 хвилин. На вулиці Підзамче труни були зняті з лафета і солдати понесли їх у собор до вівтаря коронації польських королів. Кардинал Дзівіш останній раз відслужив молебінь, після чого труни з тілами загиблих були відправлені в алебастрових саркофагах до Вежі Срібних Дзвонів в передсіння склепа Юзефа Пілсудського. На момент покладання тіла в могилу був проведений 21 залп салюту. Остання частина поховання мала приватний характер і не транслювалася засобами масової інформації.
Після того у дворі Королівського Замку на Вавелі родичі загиблих членів сім'ї (Ярослав Качинський, Марта Качинська з дочкою) та представники вищої державної влади (Броніслав Коморовський, Дональд Туск, Богдан Борусевич і Радослав Сікорський отримали співчуття від іноземних делегацій).

## Міжнародні делегації

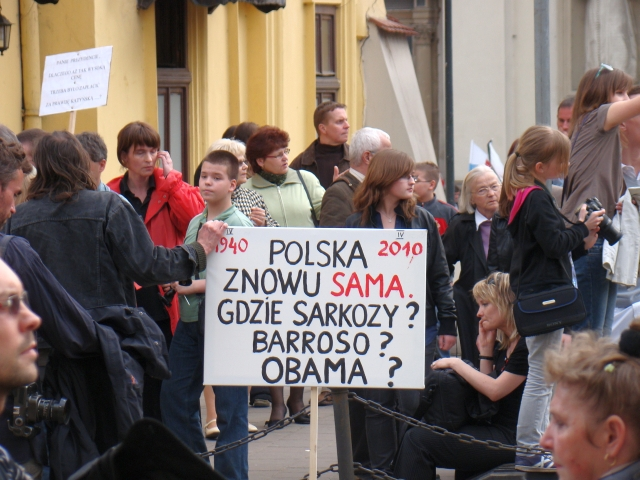
Плакат мітингувальників з написом: Польща знову сама. Де Саркозі? Баррозу? Обама?, вважаючи це неповагою з їх боку

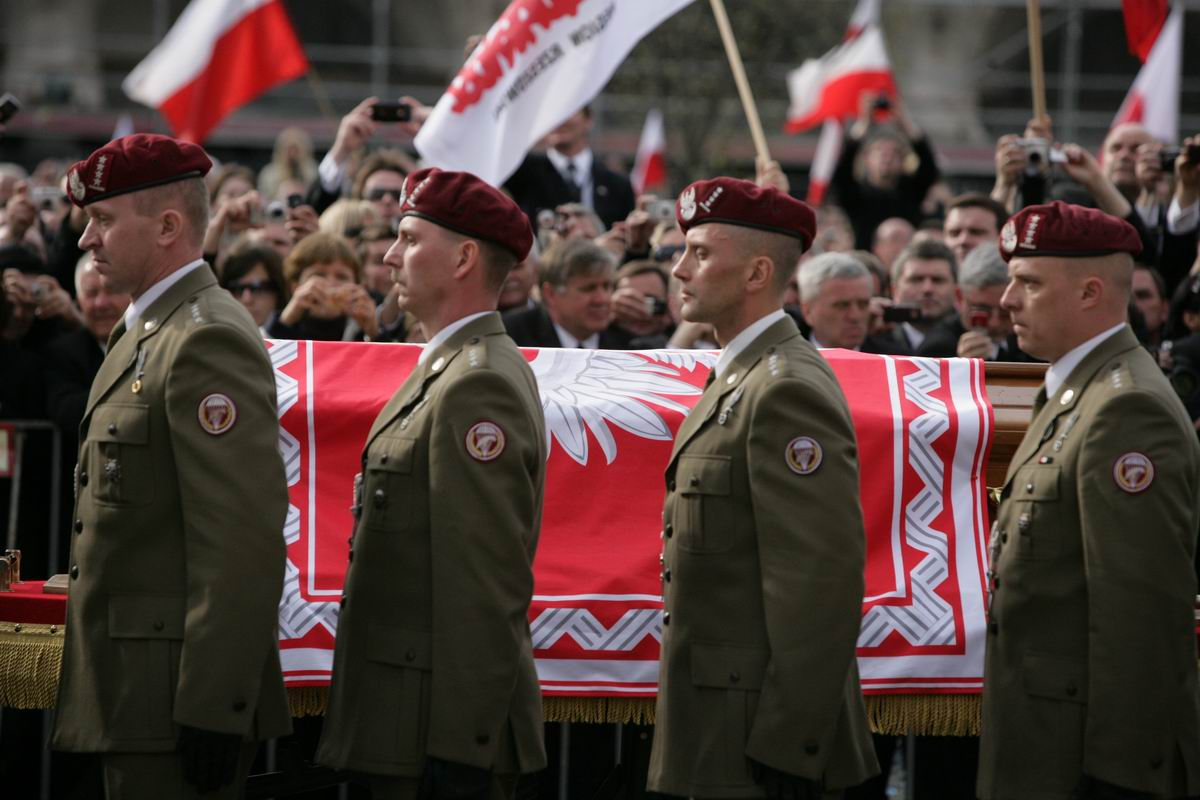
Труна Леха Качинського у Кракові 18 квітня 2010

Участь у похороні на 16 квітня заявили представники 99 країн, у тому числі 70 іноземних делегацій на рівні глав держав, урядів, голів парламентів, міністрів і 29 послів. Але більшість лідерів не змогли взяти участь у похоронній церемонії через порушення повітряного сполучення у Європі в період після виверження вулкану Ейяф'ятлайокютль в Ісландії, оскільки 16 квітня Польща закрила свій повітряний простір, разом з багатьма сусідніми країнами.
Тому Президент США Барак Обама скасував свій запланований візит, німецький канцлер Ангела Меркель залишилася між Лісабоном і північною Італією, і Німеччина була представлена президентом Горстом Келером і міністром закордонних справ Гідо Вестервелле, який прибув до Польщі на гелікоптері. Принц Уельський Чарльз Віндзор також скасував свій візит, президент Ірландії Мері Макеліс оголосила що все одно буде присутньою, але пізніше була змушена змінити своє рішення. Прем'єр-міністр Іспанії Хосе Луїс Родрігес Сапатеро і Південної Кореї Чон Ун Чхан також підтвердили, що не зможуть узяти участі. Прем'єр-міністр Канади Стівен Гарпер з членами опозиційних партій скасував запланований візит. Генерал-губернатор Австралії Квентін Брайс спробувала виїхати на похорони, але виявилася затримана в Об'єднаних Арабських Еміратах. Посол Мальти в Польщі застряг у Стамбулі і через це пропустив поховання президента Польщі. Президент Ізраїлю Шимон Перес не зміг взяти участь в церемонії через день пам'яті Ізраїлю Йом Ха-Зікарон.
Два десятки лідерів Центральної та Східної Європи були головними особами церемонії поховання. Більшість з них приїхали наземним транспортом, закрема Президент Словенії Даніло Тюрк проїхав близько 850 кілометрів 16 квітня, Президент Румунії Траян Бесеску полетів на гелікоптері на північний захід країни, а звідти вирушив територією Угорщини та Словаччини до Кракова. Прем'єр-міністр Естонії Андрус Ансіп проїхав 18 годин і 1300 кілометрів, Президент Чеської Республіки Вацлав Клаус, подорожував автомобілем і поїздом 525 кілометрів, президент Словаччини Іван Гашпарович, проїхав 300 кілометрів від Братислави, Президент Угорщини Ласло Шойом і прем'єр-міністр Гордон Байнаї, їхали автівкою з Будапешта. Третій президент України Віктор Ющенко та його дружина Катерина також вирушили дорогою з Будапешта. Представник Марокко прилетів у Краків лише 17 квітня, напередодні похорону.
Узагалі, Лех Качинський став першим президентом Польщі, який був похований у Вавелі. Убитий на посаді перший президент Польщі Габріель Нарутовича у 1922 році був похований в соборі Івана Хрестителя у Варшаві, померлий в 1953 році Станіслав Войцеховський і перший президент ПНР Болеслав Берут були поховані на кладовищі Повонзкі у Варшаві. Тому останнім, до Юзефа Пілсудського, главою польської держави, похованим у Вавелі був король Август Сильний в 1733 році.

Мапа Європи. Зеленим кольром позачено держави, які мали свою делегацію на церемонії поховання

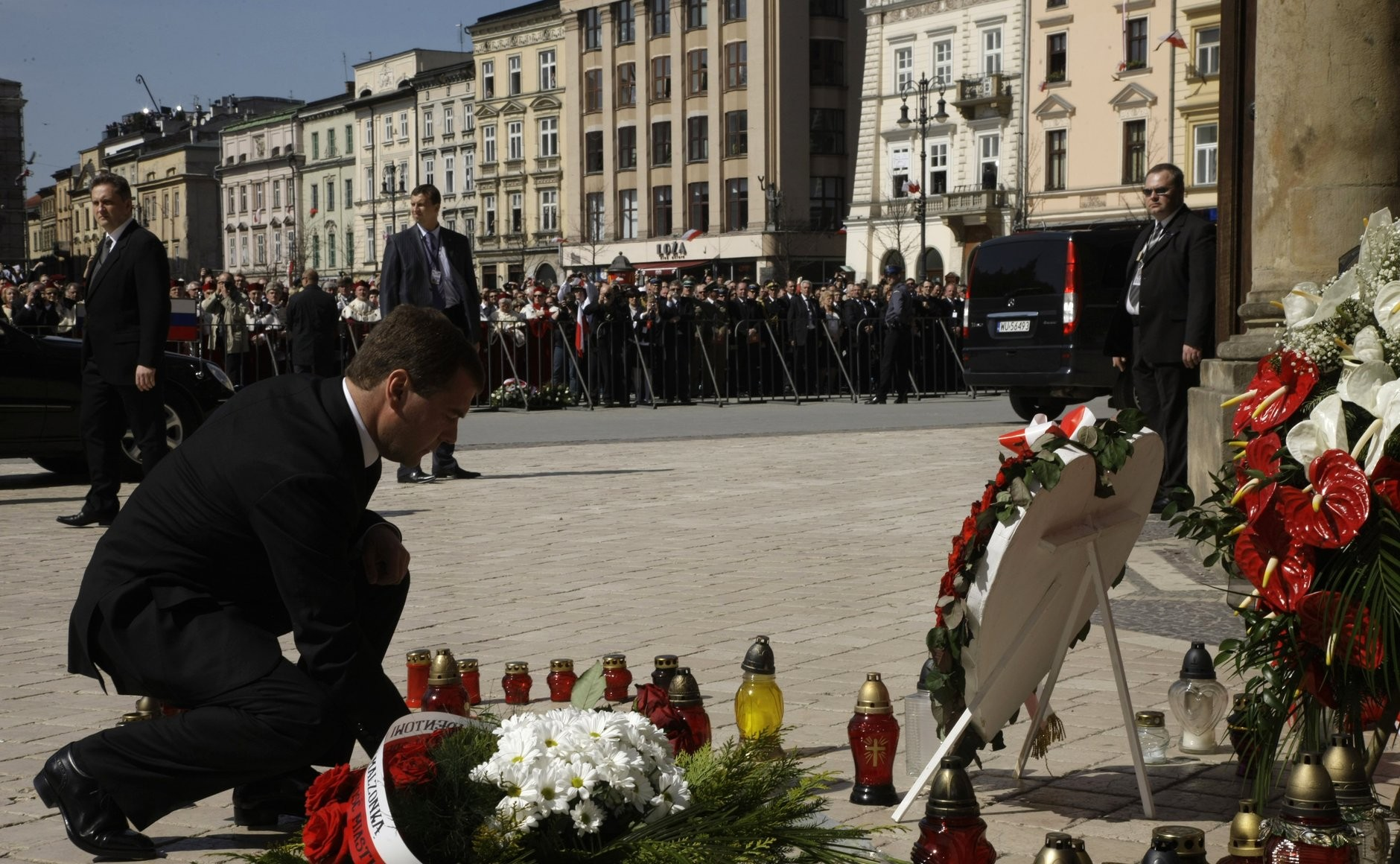
Дмитро Медведєв кладе квіти до світлини президентського подружжя

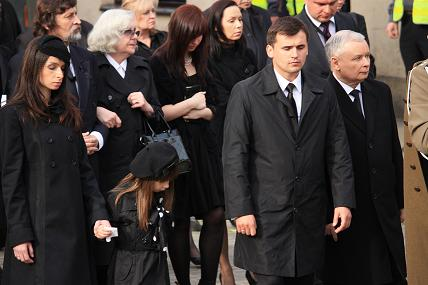
Родичі загиблих: Ярослав Качинський, Марта Качинська з дочкою і чоловіком

| Держава           | Представник |
| ----------------- | --- |
| Азербайджан       | Прем'єр-міністр Артур Расізаде |
| Білорусь          | Спікер Борис Батура |
| Вірменія          | Спікер Овік Абрамян |
| Грузія            | Президент Михайло Саакашвілі Перша леді Сандра Рулофс |
| Естонія           | Прем'єр-міністр Андрус Ансіп |
| Косово            | Президент Фатмір Сейдіу |
| Латвія            | Президент Валдіс Затлерс з дружиною |
| Литва             | Президент Даля Грибаускайте |
| Марокко           | Прем'єр-міністр Аббас ель-Фассі |
| Молдова           | В. о. президента Міхай Гімпу |
| Німеччина         | Президент Горст Келер Перша леді Ева Келер, Міністр закордонних справ Ґідо Вестервелле                                                                                      |
| Румунія           | Президент Траян Басеску |
| Росія             | Президент Дмитро Медведєв Міністр закордонних справ Сергій Лавров |
| Словаччина        | Президент Іван Гашпарович Перша леді Сільвія Гашпаровічова Прем'єр-міністр Роберт Фіцо Спікер Павол Пашка                                                                   |
| Словенія          | Президент Данило Тюрк |
| Угорщина          | Президент Ласло Шойом Прем'єр-міністр Гордон Байнаї Колишній прем'єр-міністр Віктор Орбан                                                                                   |
| Україна           | Президент Віктор Янукович Третій президент Віктор Ющенко Лідер опозиції Юлія Тимошенко Міністр закордонних справ Костянтин Грищенко Міністр палива та енергетики Юрій Бойко |
| Чехія             | Президент Вацлав Клаус Перша леді Лівія Клаусова Прем'єр-міністр Ян Фішер                                                                                                   |
| Європейський Союз | Спікер Європарламенту Єжи Бузек Перший віце-спікер Європарламенту Роді Краца-Цагаропулу                                                                                     |

## Суперечки навколо місця поховання
Сім'я Качинських ухвалила рішення поховати загибле подружжя в Кракові у Вавельській катедрі, поруч із могилами польських королів, великих поетів (Міцкевича, Словацького, Норвіда) та національних героїв (Костюшко, Пілсудського). Згоду на це висловив кардинал Станіслав Дзівіш. Рішення викликало неоднозначну реакцію в польському суспільстві. Проти цього почалися маніфестації в деяких містах, зокрема Кракові, Варшаві, Познані, Катовицях, Лодзі, Гданську, в яких взяло участь кілька сотень людей.
Противники стверджували, що незважаючи на всю скорботу, яку викликала трагічна загибель президента, вона сама по собі ще не робить його національним героєм і не ставить в один ряд з найбільшими постатями національної історії. З відкритим листом до церковної влади проти поховання у Вавелі виступили Анджей Вайда і Кристина Захватович. В Інтернеті почали проводити збір підписів проти цієї акції. Катажина Яновська (редакторка журналу «Przekrój») виступила з ініціативою побудови в майбутньому світського меморіалу у Варшаві, щоби виключити надалі подібні суперечки.